# مقاطعة واكولا (فلوريدا)
مقاطعة واكولا، فلوريدا (بالإنجليزية: Wakulla County, Florida)‏ هي إحدى مقاطعات ولاية فلوريدا في الولايات المتحدة. ، بلغ عدد سكانها 30776 نسمة في عام 2010 حسب إحصاء مكتب تعداد الولايات المتحدة وتصل الكثافة السكانية فيها 19.59 نسمة/كم2.

## وصلات خارجية
- www.mywakulla.com